# بیل فارست
بیل فارست (انگلیسی: Bill Forrest; ۲۸ فوریهٔ ۱۹۰۸ – ۱ فوریهٔ ۱۹۶۵) بازیکن فوتبال اهل بریتانیا بود.
از باشگاه‌هایی که در آن بازی کرده‌است می‌توان به باشگاه فوتبال میدلزبرو اشاره کرد.